# Valdredo
Valdredo (en asturiano: Valdréu) es una entidad de población española de la parroquia de Soto de Luiña, perteneciente al municipio de Cudillero, en la comunidad autónoma de Asturias. En 2023, la entidad singular de población tenía empadronados 82 habitantes, todos ellos en el núcleo de población de ese nombre.